# Rivière des Poitras
Pour les articles homonymes, voir Poitras.
La rivière des Poitras est un affluent de la rive sud de la rivière Morigeau laquelle se déverse sur la rive sud-est de la rivière du Sud ; cette dernière coule vers le nord-est jusqu'à la rive sud du fleuve Saint-Laurent.
La rivière des Poitras coule dans les municipalités de Saint-Pierre-de-la-Rivière-du-Sud et Saint-François-de-la-Rivière-du-Sud, dans la municipalité régionale de comté (MRC) de Montmagny, dans la région administrative de Chaudière-Appalaches, au Québec, au Canada.

## Géographie
Les principaux bassins versants voisins de la rivière des Poitras sont :
- côté nord : rivière Morigeau, rivière du Sud (Montmagny), Bras Saint-Nicolas, fleuve Saint-Laurent ;
- côté est : rivière des Perdrix, ruisseau du Bédule, Bras Saint-Nicolas ;
- côté sud : rivière Noire (rivière du Sud), rivière du Sud (Montmagny) ;
- côté ouest : rivière du Sud (Montmagny).

La rivière des Poitras prend sa source près d'une route de campagne, dans la partie ouest de la municipalité de Saint-Pierre-de-la-Rivière-du-Sud, à 10,9 km au sud du village de Montmagny et à 8,1 km à l'est du hameau Morigeau.
À partir de sa source, la rivière des Poitras coule en parallèle, du côté sud de la rivière Morigeau. Le cours de la rivière descend sur 12,3 km, répartis selon les segments suivants :
- 6,1 km vers l'ouest dans Saint-Pierre-de-la-Rivière-du-Sud, jusqu'à la limite municipale de Saint-François-de-la-Rivière-du-Sud ;
- 1,9 km vers l'ouest, jusqu'à une route de campagne ;
- 1,6 km vers le nord-ouest, jusqu'à sa confluence.

La rivière des Poitras" se déverse sur la rive sud-est de la rivière Morigeau. Cette confluence est située en à 1,7 km au nord-est du hameau Martineau.

## Toponymie
Le toponyme Rivière des Poitras a été officialisé le 5 décembre 1968 à la Commission de toponymie du Québec.